# Вахелия
Вахелия (лат. Vachellia) — род растений семейства Бобовые (Fabaceae).

## Ботаническое описание
Деревья или кустарники. Колючки отсутствуют. Прилистники шиповатые, редко отсутствуют. Листья двуперистосложные, перьев 1—15 пар; листочков 1—50 и более пар, 5—35 мм длиной. Черешки с желёзками.
Цветки жёлто-оранжевые или беловато-жёлтые, пятимерные или четырёхмерные, собраны в шаровидные или полушаровидные головки, или в цилиндрические колосья (8—20 мм в диаметре). Прицветники линейные, лопатчатые или щитовидные. Завязь сидячая. Бобы прямоугольные в поперечном сечении или цилиндрические, раскрывающиеся или нераскрывающиеся.

## Таксономия
Vachellia Wight & Arn., Prodr. Fl. Ind. Orient. 1: 272 (1834).
Род назван в честь английского капеллана, коллектора китайских растений Георга Харви Вахеля (англ. George Harvey Vachell; 1799—1839).

### Синонимы
- Acacia subg. Acacia auct.
- Acaciopsis Britton & Rose (1928)
- Bahamia Britton & Rose (1928)
- Farnesia Gasp. (1836), nom. illeg.
- Feracacia Britton & Rose (1928)
- Fishlockia Britton & Rose (1928)
- Gumifera Raf. (1838)
- Lucaya Britton & Rose (1928)
- Myrmecodendron Britton & Rose (1928)
- Nimiria Prain ex Craib (1927)
- Panthocarpa Raf. (1825)
- Pithecodendron Speg. (1923)
- Popanax Raf. (1838)
- Tauroceras Britton & Rose (1928)

### Виды

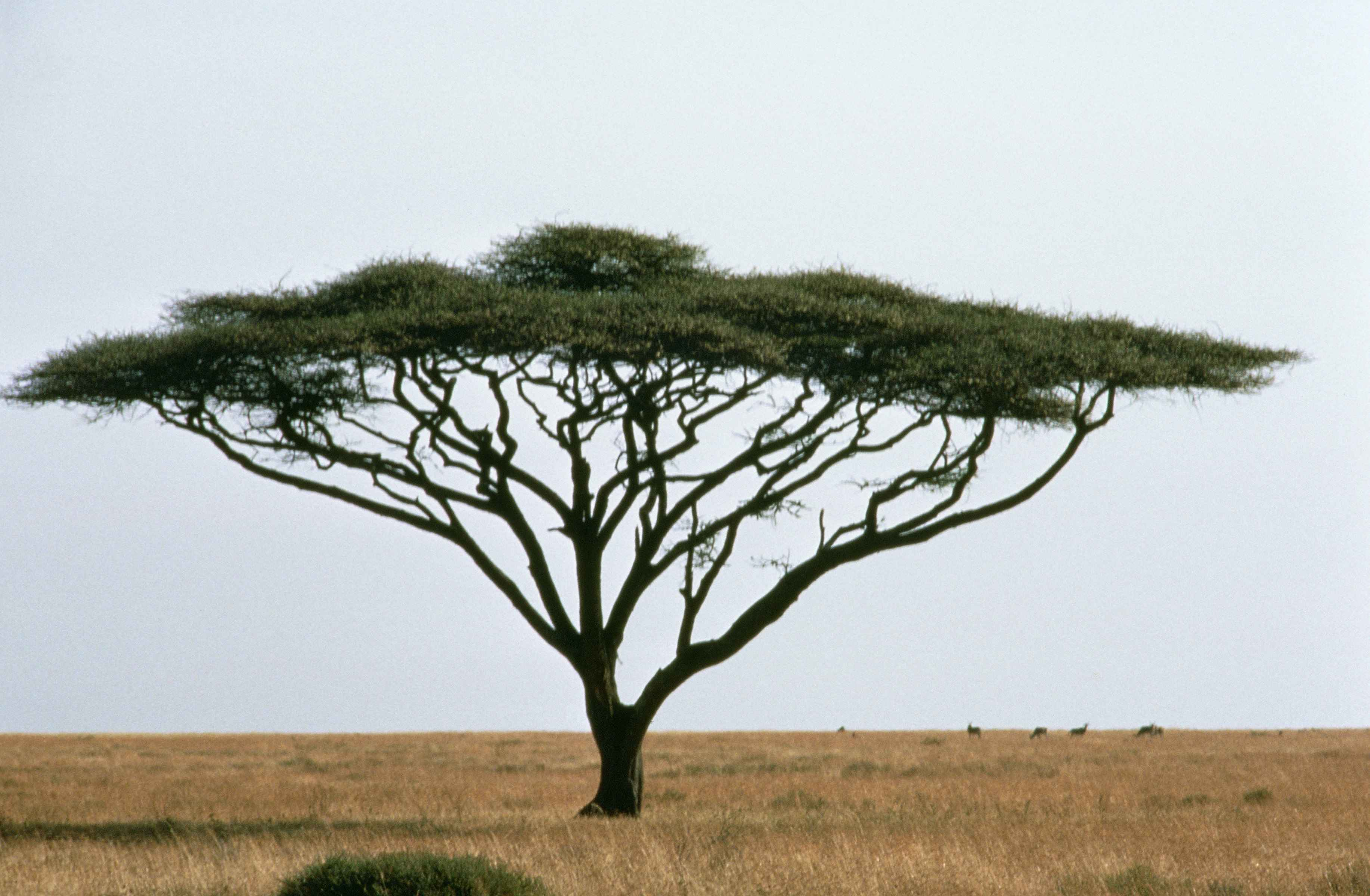

Род включает около 160 видов, некоторые из них:
- Vachellia drepanolobium (Harms ex Y.Sjöstedt) P.J.H.Hurter
- Vachellia eburnea (L.f.) P.J.H.Hurter & Mabb. — Вахелия блистательная
- Vachellia erioloba (E.Mey.) P.J.H.Hurter
- Vachellia farnesiana (L.) Wight & Arn. typus — Вахелия Фарнеза
- Vachellia horrida (L.) Kyal. & Boatwr. — Вахелия устрашающая
- Vachellia nilotica (L.) P.J.H.Hurter & Mabb.
- Vachellia tortilis (Forssk.) Galasso & Banfi
- Vachellia xanthophloea (Benth.) Banfi & Galasso